# Avia (Spanje)

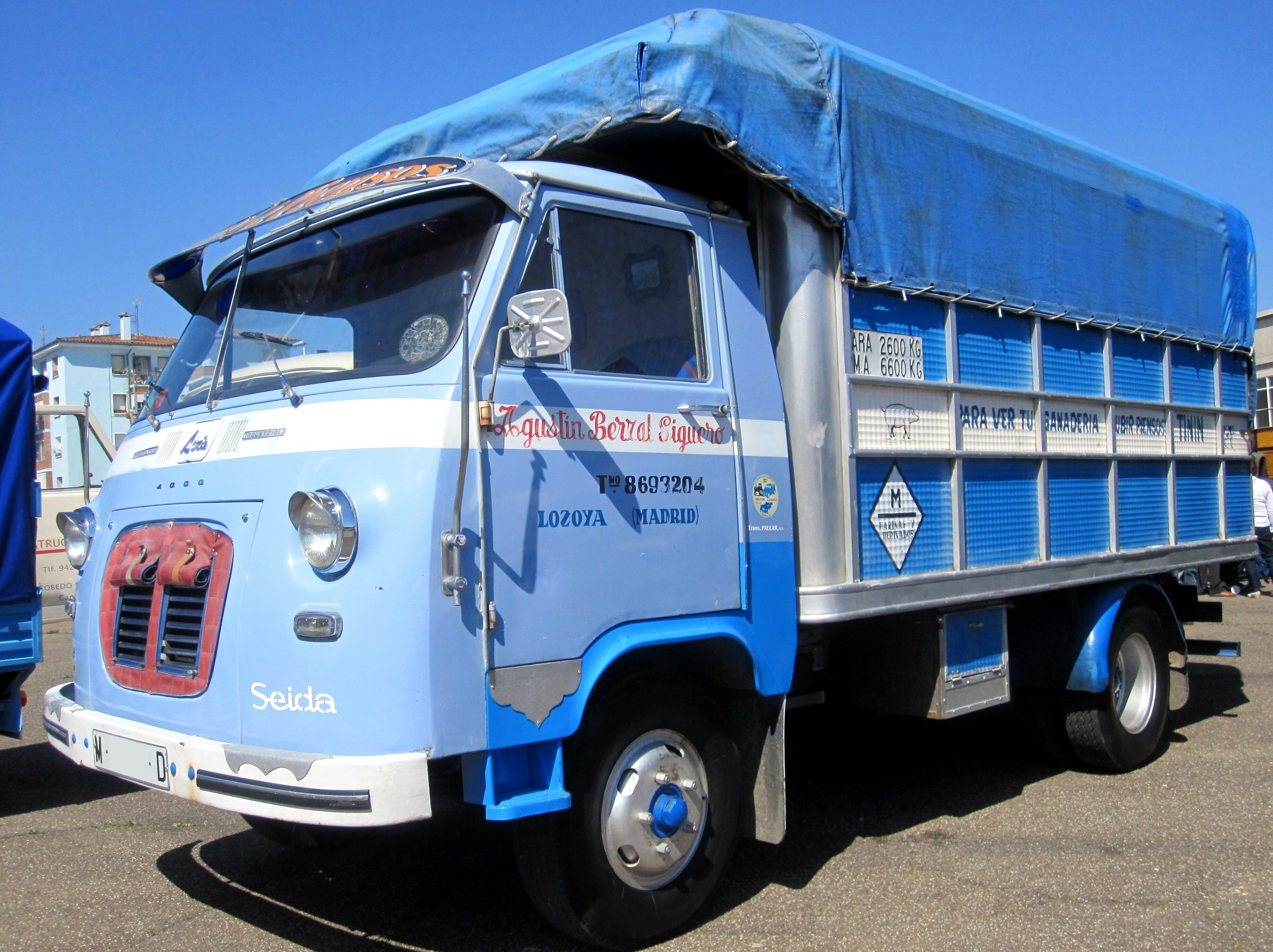
Avia 4000

Avia en Alas waren Spaanse vrachtautomerken van Aeronáutica Industrial S.A.. Men maakte aanvankelijk bestelwagens, later volgden vrachtwagens en autobussen.
De productie begon in 1957. In 1970 werd het overgenomen door Motor Ibérica. Deze werd overgenomen door Nissan, waarna langzaam de merknaam Avia verdween.